# Магаза
Магаза, Маґаза (італ. Magasa) — муніципалітет в Італії, у регіоні Ломбардія, провінція Брешія.
Магаза розташована на відстані близько 460 км на північ від Рима, 120 км на схід від Мілана, 45 км на північний схід від Брешії.
Населення — 140 осіб (2014).

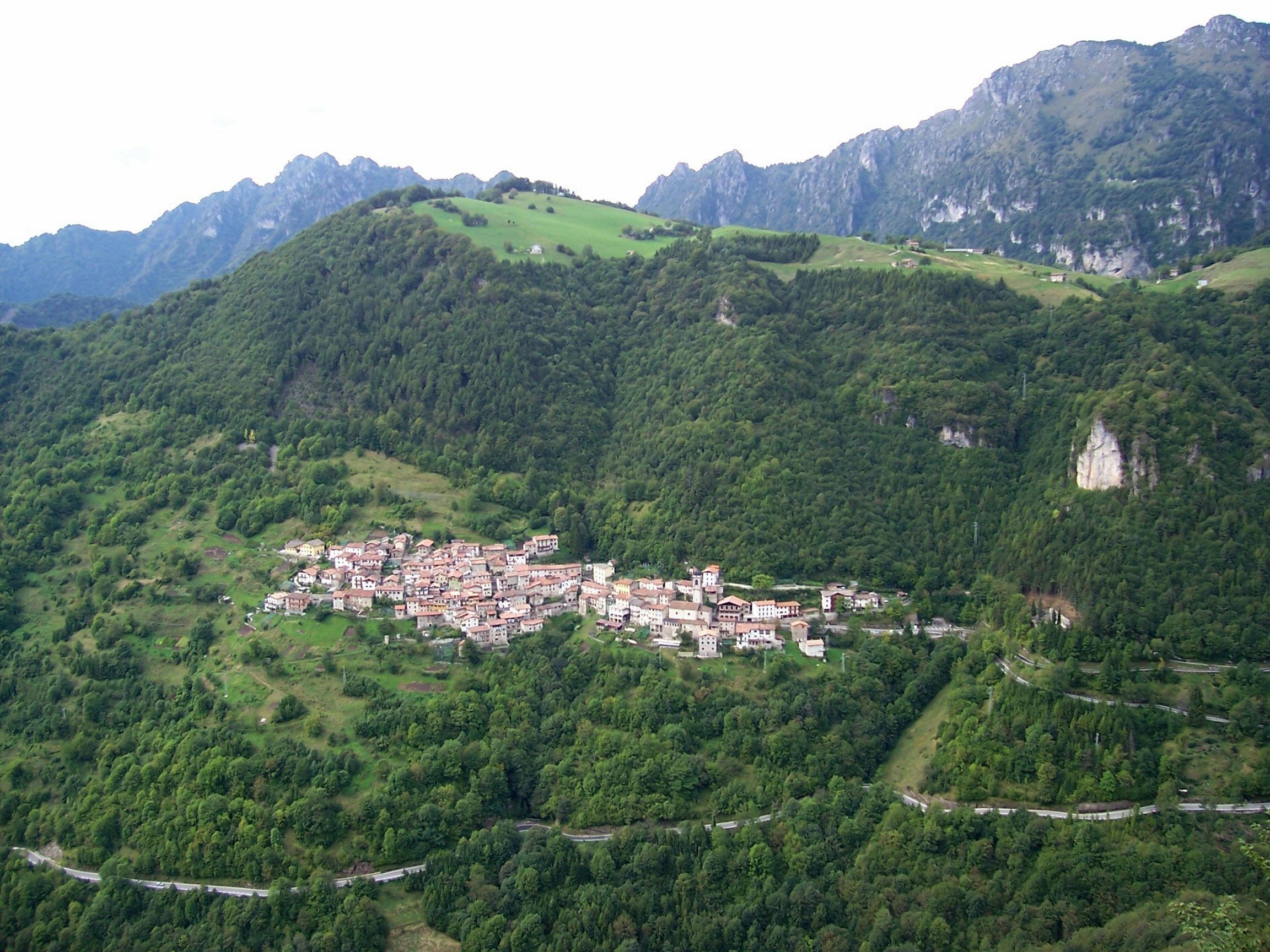

Щорічний фестиваль відбувається 17 січня. Покровителі — святий Антоній Великий.

## Демографія
Населення за роками:

Станом на 1 січня 2023 року в муніципалітеті іноземці офіційно не проживали.

## Сусідні муніципалітети
- Бондоне
- Тіарно-ді-Сопра
- Тіньяле
- Тремозіне
- Вальвестіно